# Tunzenberg

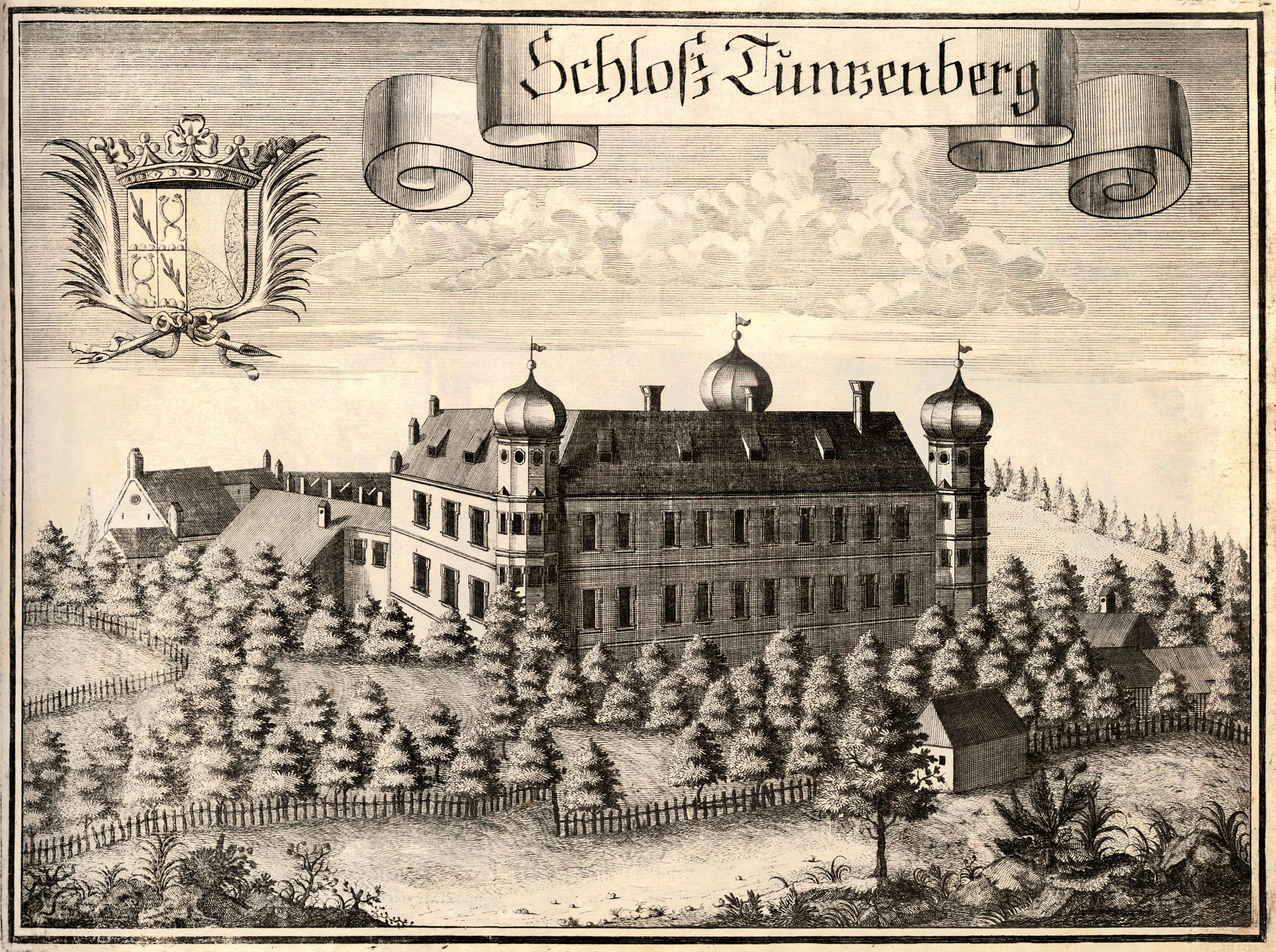
Schloss Tunzenberg 1723 (Stich von Michael Wening)

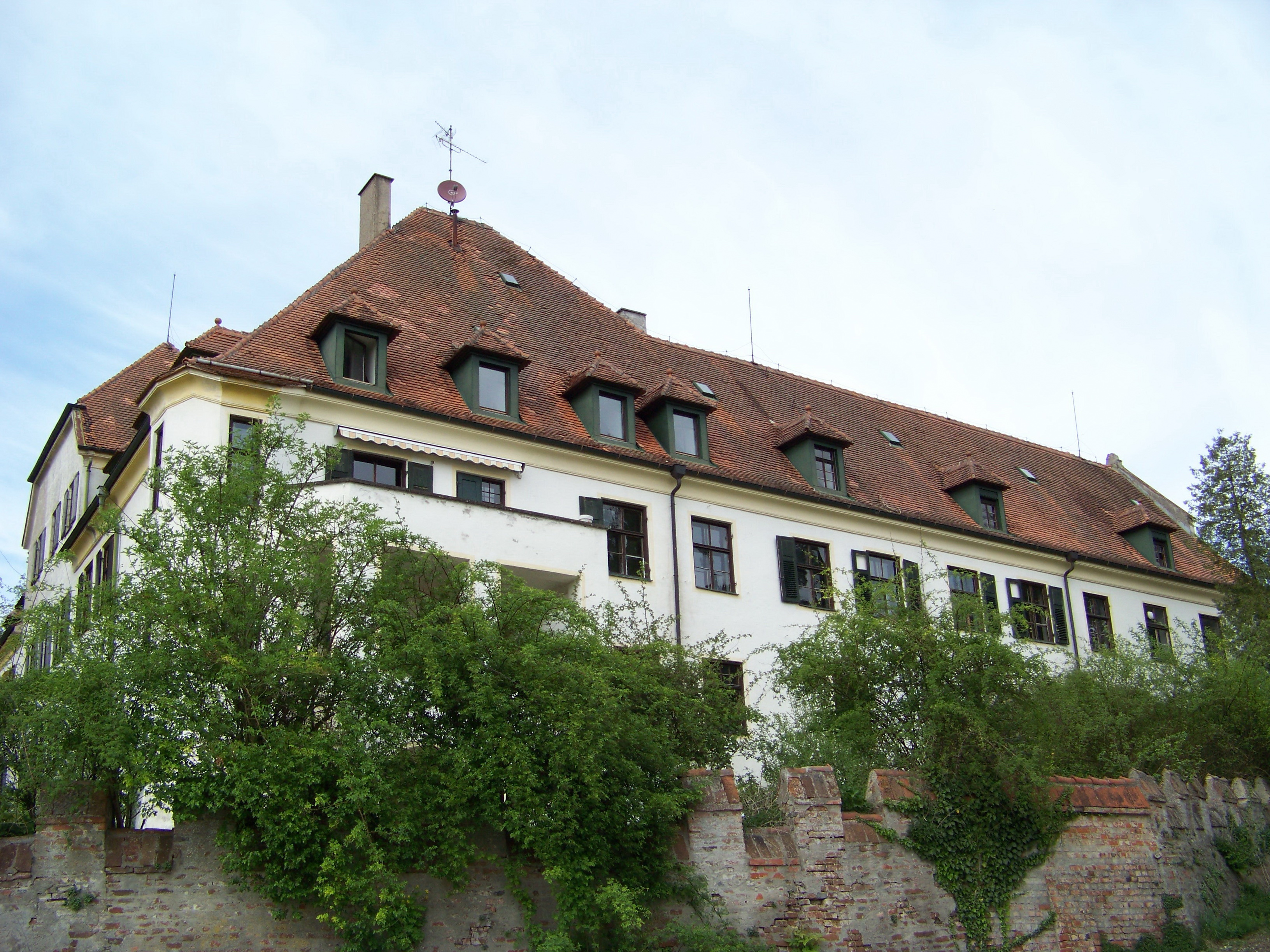
Schloss Tunzenberg

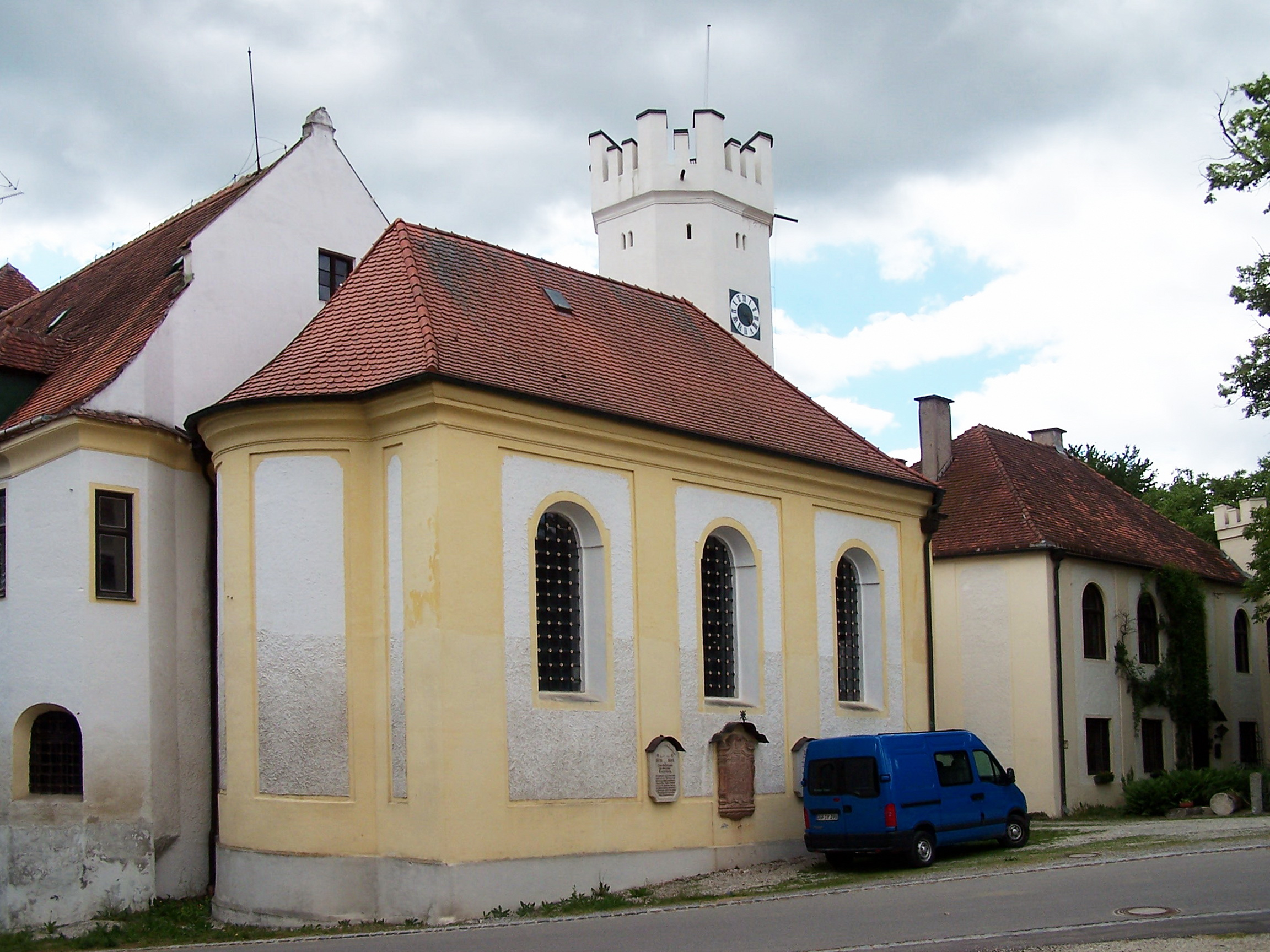
Die Schlosskirche St. Josef

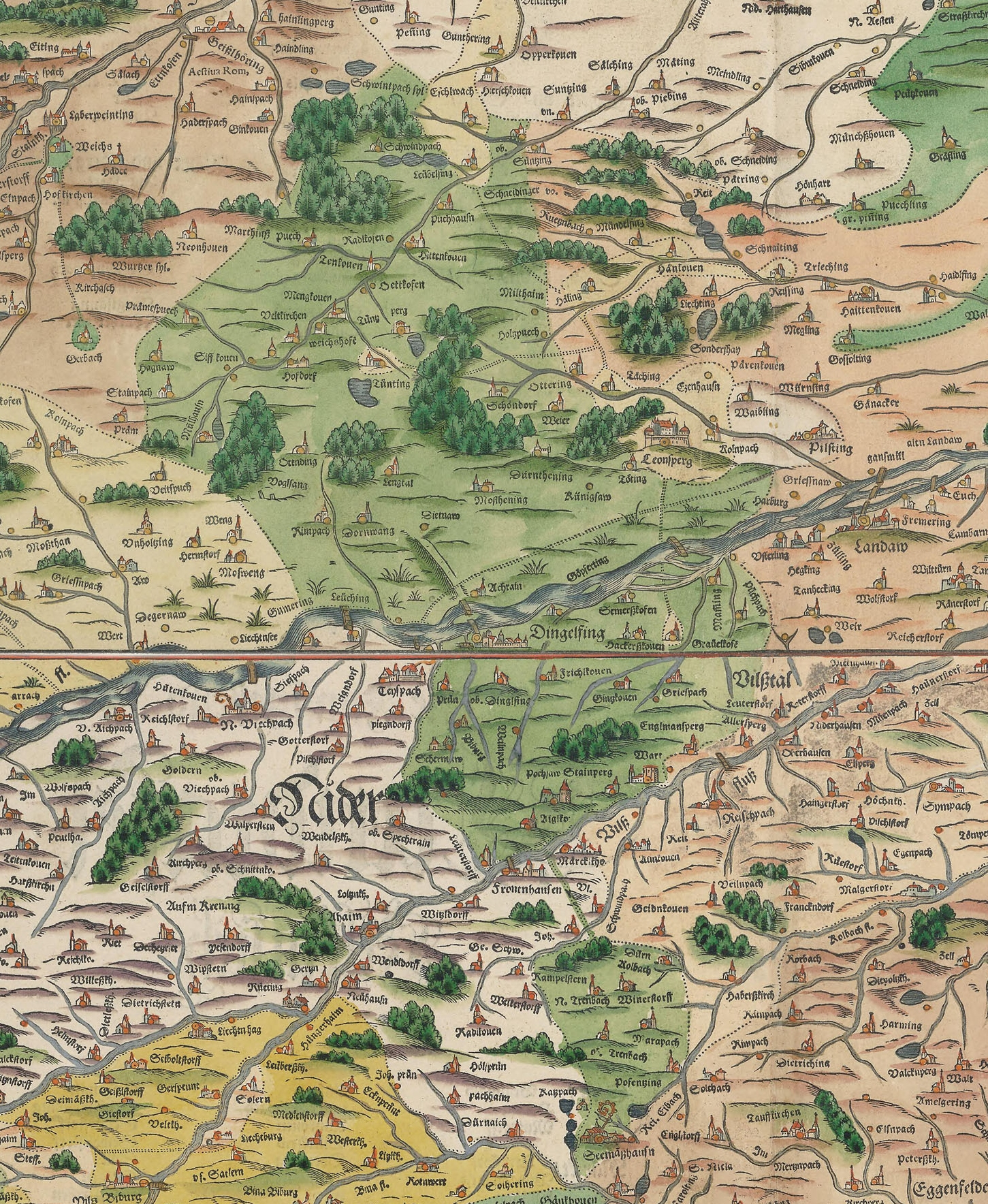
Tunzperg auf der Karte von Apian (1568)

Tunzenberg ist eine Gemarkung der Gemeinde Mengkofen im niederbayerischen Landkreis Dingolfing-Landau.

## Geographie
Schloss Tunzenberg liegt im Donau-Isar-Hügelland etwas mehr als einen Kilometer nordöstlich von Mengkofen. Bis 1971 bestand die Gemeinde Tunzenberg, zu der neben dem Kirchdorf Tunzenberg unterhalb des Schlossbergs auch das Kirchdorf Dengkofen, das Dorf Ettenkofen, der Weiler Rogau und die Einöde Auholz gehörten. Gemeindesitz war das Kirchdorf Tunzenberg. Zur heutigen Gemarkung Tunzenberg gehört auch das Gebiet der südlich angrenzenden früheren Gemeinde Tunding.

## Geschichte
Die ersten nachweisbaren Besitzer von Tunzenberg waren von 1164 bis 1454 die Tuntzen, die sich nach ihrem Besitz, dem Tuntzenberg nannten. Danach wechselte die Hofmark mehrmals den Besitzer, bis 1832 das Schlossgut vom Gutsherrn von Mengkofen, dem königlich bayerischen Regierungsrat und Assessor Julius von Niethammer erworben wurde. Aus der Hofmark ging 1821 das Patrimonialgericht II. Klasse Tunzenberg hervor, das bis 1844 bestand.
1824 wurden die Gemeinden Dengkofen (mit Rogau) und Ettenkofen (mit Auholz) nach Tunzenberg eingegliedert. Geserschlag (Geigerschlaghäusl), 1/32 Leibrecht, das 1824 noch zur Gemeinde Tunzenberg gehört hatte, ging bis 1867 ab.
1808 wird es noch als Göſſerschlag bei Joseph von Hazzi erwähnt, mit einem Haus und einer Herdstelle.
Die Gutserbin Paula Freiin von Niethammer heiratete 1887 den damaligen Oberleutnant Eugen Haniel, einen preußischen Berufsoffizier aus der Duisburger Unternehmerfamilie Haniel. Haniel wurde 1904 in den preußischen Adelsstand erhoben und zog im Jahr darauf mit seiner Familie nach Bayern.
Um das Fideikommissgesetz einzuhalten, wurden die Namen der beiden Geschlechter 1912 im Königreich Bayern verbunden. Dabei wurde der Freiherrnstand der Ehefrau durch königlichen Erlass zum untitulierten Adel herabgestuft, sodass der Familienname von Haniel-Niethammer entstand.
Im Jahre 1932 übernahm der jüngste Sohn Fritz von Haniel-Niethammer das Gut und gab es 1958 an seinen Sohn Ruprecht von Haniel-Niethammer (1935–2015) weiter. Der Gesamtbesitz wurde 1990 verkauft und in der Folgezeit zerstückelt. Jetziger Schlossherr ist der Immobilienunternehmer Alfons Aigner aus Landshut.
Die Gemeinde Tunzenberg gehörte zum Landgerichtsbezirk Dingolfing, zum Bezirksamt Dingolfing und schließlich zum Landkreis Dingolfing. Ihre Grundfläche betrug 1962 etwa 1024 Hektar. Die wichtigsten Betriebe waren das Schlossgut mit Land- und Forstwirtschaft und die 1729 errichtete Schlossbrauerei.
Noch vor Beginn der Gemeindegebietsreform in Bayern wurde die Gemeinde Tunzenberg am 1. Januar 1971 in die Gemeinde Mengkofen eingegliedert.
In kirchlicher Hinsicht gehört Tunzenberg zur Pfarrei Mariä Verkündigung in Mengkofen. Die Schlosskirche St. Josef gehört als Benefizium zur Pfarrei Mariä Verkündigung, und die Kirche St. Stephan in Dengkofen als Filialkirche.

## Sehenswürdigkeiten
- Schloss Tunzenberg. Die Dreiflügelanlage wurde 1574 begonnen, um 1700 wiederaufgebaut und im 19. Jahrhundert erweitert. Zu Beginn des 20. Jahrhunderts wurde das Schloss restauriert.
- Schlosskirche St. Josef. Sie wurde 1720 bis 1721 durch den Schlossherrn Franz Maximilian Freiherrn von Scharpfseed erbaut und am 4. Juli 1722 durch den Weihbischof von Regensburg Godefridus eingeweiht. Das Altarbild des Rotmarmoraltares zeigt die Heilige Familie. Der Kreuzweg wurde im Jahre 1754 angebracht, die Kanzel im Jahre 1858. Zu Beginn des 20. Jahrhunderts wurde der Turm mit Zinnen gekrönt.
- Pfarrhof. Er stammt aus der zweiten Hälfte des 18. Jahrhunderts.

## Vereine
- Freiwillige Feuerwehr Tunzenberg
- Schützenverein Tunzenberg
- Wander- und Freizeitreiterverein Tunzenberg
- Kulturbrauerei Tunzenberg